# Tiażkij
Tiażkij (Тяжкий, pol. Ciężki) – czwarty album studyjny białoruskiego zespołu rockowego Lapis Trubieckoj, wydany 15 maja 2000 roku. Znalazły się na nim piosenki, które były wykonywane przez Lapisów od początku istnienia grupy („Sieryj”, „Asia” i „Czajeczki”) oraz premierowe utwory. W skład Tiażkiego miały także wejść piosenki „Gop-hip-hop” i „Aluminijewyje ogurcy”, jednak ostatecznie nie znalazły się one na tym albumie.

## Lista utworów
| Nr  | Tytuł utworu                      | Oryginalna pisownia tytułu     | Długość |
| --- | --------------------------------- | ------------------------------ | ------- |
| 1.  | „Diewoczka z biezdonnymi głazami” | «Девочка з бездонными глазами» | 3:56    |
| 2.  | „Po allejam”                      | «По аллеям»                    | 3:18    |
| 3.  | „Drużban”                         | «Дружбан»                      | 3:01    |
| 4.  | „Asia”                            | «Ася»                          | 4:47    |
| 5.  | „NŁO”                             | «НЛО»                          | 4:47    |
| 6.  | „Dożd' ljot”                      | «Дождь льёт»                   | 5:31    |
| 7.  | „Czajeczki”                       | «Чаечки»                       | 4:44    |
| 8.  | „Sport proszoł”                   | «Спорт прошёл»                 | 3:26    |
| 9.  | „Sieryj”                          | «Серый»                        | 4:26    |
| 10. | „Winogradnaja łoza”               | «Виноградная лоза»             | 3:31    |
| 11. | „Chołodnaja mamba”                | «Холодная мамба»               | 3:22    |
|     |                                   |                                | 44:49   |

| Utwór bonusowy na wydaniu podarunkowym albumu | Utwór bonusowy na wydaniu podarunkowym albumu | Utwór bonusowy na wydaniu podarunkowym albumu | Utwór bonusowy na wydaniu podarunkowym albumu |
| Nr                                            | Tytuł utworu                                  | Oryginalna pisownia tytułu                    | Długość                                       |
| --------------------------------------------- | --------------------------------------------- | --------------------------------------------- | --------------------------------------------- |
| 1.                                            | „Sport proszoł” (Igor Vdovin rmx)             | «Спорт прошёл» (Igor Vdovin rmx)              | 4:00                                          |

## Twórcy
- Siarhiej Michałok – wokal, akordeon
- Pawieł Bułatnikau – wokal, tamburyn
- Rusłan Uładyka – gitara, klawisze, akordeon
- Dzmitryj Świrydowicz – gitara basowa
- Iwan Hałuszka – puzon
- Jahor Dryndzin – trąbka
- Pawieł Kuziukowicz – waltornia
- Alaksiej Lubawin – perkusja[3]